# 1995 FIFA女子ワールドカップ日本女子代表
1995 FIFA女子世界選手権日本女子代表（1995ふぃふぁじょしせかいせんしゅけんにほんだいひょう）は、1995年6月5日から6月18日にかけて、スウェーデンで開催された第2回FIFA女子世界選手権のサッカー日本女子代表チームである。
（註：開催時の正式な大会名は「FIFA女子世界選手権」だが、すでにこの頃から通称として「ワールドカップ」とも呼ばれていたため、記事名は「1995 FIFA女子ワールドカップ日本女子代表」とする）
1991年-1995年-1999年

## 概要
2大会連続での出場となったこの大会。日本は初戦で優勝候補のドイツといきなり対戦することになった。苦戦が予想されたが、前半に1点を取られたもののその後をしのぎ、1対0の敗戦で終えることができた。
次のブラジル戦では野田朱美の活躍で前半に2点を取り、1点こそ失ったもののリードを保ちつづけ、日本は女子W杯史上初得点および初勝利を収めた。
グループリーグ最終戦は開催国のスウェーデンと対戦。前半こそ無失点でしのいだが、後半に2失点を喫し0対2で敗戦。1勝0分2敗でブラジルと同じ勝点でも得失点差で上回ったためグループリーグ3位となり、さらに各グループ3位の成績でも2番目の成績となったため決勝トーナメント進出が決定。同時にアトランタオリンピックへの出場権を獲得した。
決勝トーナメントでは初戦となる準々決勝でアメリカと対戦したが0対4というスコアになり、前回大会と同様に大差での敗退となった。

## 本大会登録メンバー
- 「出場状況」欄の「○」はフル出場、「▼」は途中交代アウト、「▲」は途中交代イン、数字は前半の試合開始からの経過時間（分）、「得点」は獲得得点をそれぞれ表す。
- 「所属クラブ」は、開会式が行われた1995年6月5日時点の所属クラブ。

| 背番号 | 選手名           | ポジション | 所属クラブ                      | 出場状況        | 出場状況          | 出場状況              | 出場状況           | 備考 |
| 背番号 | 選手名           | ポジション | 所属クラブ                      | ドイツ戦 6月5日 | ブラジル戦 6月7日 | スウェーデン戦 6月9日 | アメリカ戦 6月13日 | 備考 |
| ------ | ---------------- | ---------- | ------------------------------- | --------------- | ----------------- | --------------------- | ------------------ | ---- |
| 1      | 小澤純子         | GK         | TOKYO SHiDAX LSC                | ○               | ○                 | ○                     | ○                  |      |
| 2      | 東明有美         | DF         | プリマハムFCくノ一              | ○               |                   |                       | ○                  |      |
| 3      | 山木里恵         | DF         | 日興證券ドリームレディース      | ○               | ○                 | ○                     | ○                  |      |
| 4      | 埴田真紀         | DF         | 松下電器パナソニック バンビーナ | ○               | ○                 | ○                     | ○                  |      |
| 5      | 宇野涼子         | DF         | 読売西友ベレーザ                |                 |                   |                       |                    |      |
| 6      | 仁科賀恵         | DF         | プリマハムFCくノ一              | ○               | ○                 | ○                     | ○                  |      |
| 7      | 澤穂希           | MF         | 読売西友ベレーザ                | ○               | ○                 | ▼76                   |                    |      |
| 8      | 高倉麻子         | MF         | 読売西友ベレーザ                | ○               | ○                 | ○                     | ○                  |      |
| 9      | 木岡二葉         | MF         | 鈴与清水ラブリーレディース      | ▼80             | ○                 | ○                     | ○                  |      |
| 10     | 野田朱美         | FW         | 読売西友ベレーザ                | ○               | ○ 2得点           | ○                     | ○                  |      |
| 11     | 半田悦子         | MF         | 鈴与清水ラブリーレディース      | ▲80             |                   | ▲76                   | ▼45                |      |
| 12     | 大部由美         | DF         | 日興證券ドリームレディース      | ○               | ○                 | ○                     | ○                  |      |
| 13     | 長峯かおり       | FW         | 鈴与清水ラブリーレディース      | ▲73             |                   | ▲45                   |                    |      |
| 14     | 門原かおる       | DF         | 松下電器パナソニックバンビーナ  |                 |                   |                       |                    |      |
| 15     | 森本鶴           | FW         | 日興證券ドリームレディース      |                 |                   |                       |                    |      |
| 16     | 大竹奈美         | MF         | 読売西友ベレーザ                |                 | ○                 | ▼45                   | ▲45                |      |
| 17     | 内山環           | FW         | プリマハムFCくノ一              | ▼73             | ○                 | ○                     | ○                  |      |
| 18     | 武岡イネス恵美子 | FW         | 日興證券ドリームレディース      |                 |                   |                       |                    |      |
| 19     | 小野寺志保       | GK         | 読売西友ベレーザ                |                 |                   |                       |                    |      |
| 20     | 坂田恵           | GK         | プリマハムFCくノ一              |                 |                   |                       |                    |      |

## スタッフ

### 監督
- 鈴木保

### コーチ
- 山本浩靖
- 宮内聡

## 試合結果

### グループリーグ
グループ A
| チーム       | 勝点 | 試合 | 勝利 | 引分 | 敗戦 | 得点 | 失点 | 点差 |
| ------------ | ---- | ---- | ---- | ---- | ---- | ---- | ---- | ---- |
| ドイツ       | 6    | 3    | 2    | 0    | 1    | 9    | 4    | +5   |
| スウェーデン | 6    | 3    | 2    | 0    | 1    | 5    | 3    | +2   |
| 日本         | 3    | 3    | 1    | 0    | 2    | 2    | 4    | -2   |
| ブラジル     | 3    | 3    | 1    | 0    | 2    | 3    | 8    | -5   |

| 1995年6月5日 14:00 |

| ドイツ | 1 - 0          | 日本 |
|        | FIFA公式サイト |      |

| カールスタード, ティングヴァラIP 観客数: 3,824人 |

| 1995年6月7日 19:00 |

| ブラジル | 1 - 2          | 日本 |
|          | FIFA公式サイト |      |

| カールスタード, ティングヴァラIP 観客数: 2,286人 |

| 1995年6月9日 19:00 |

| スウェーデン | 2 - 0          | 日本 |
|              | FIFA公式サイト |      |

| ヴェステロース, アロスヴァレン 観客数: 7,811人 |

### 決勝トーナメント

#### 準々決勝
| 1995年6月13日 17:15 |

| 日本 | 0 - 4          | アメリカ合衆国 |
|      | FIFA公式サイト |                |

| イェブレ, ストレームヴァレン 観客数: 3,756人 |